# Czarna śmierć (film 2008)
Czarna śmierć (ang. The Sickhouse) – brytyjski horror z 2008 roku w reżyserii Curtisa Radclyffe'a. Wyprodukowana przez wytwórnię Hopscotch Films i iDream Productions.
Premiera filmu miała miejsce 18 marca 2008 w Wielkiej Brytanii.

## Opis fabuły
Archeolog Anna (Gina Philips) bada sprawę zgonów dzieci w czasach średniowiecza. Wysnuwa hipotezę o kulcie księży morderców. Jej przełożeni nie podzielają tej teorii i kobieta zostaje odsunięta od pracy przy wykopaliskach. Nocą Anna zakrada się do ruin dawnego szpitala. Gdy odkrywa zamurowaną tam komnatę, ściąga na siebie śmiertelne zagrożenie.

## Produkcja
Zdjęcia do filmu kręcono w Londynie w Anglii w Wielkiej Brytanii.

## Obsada
Źródło: Filmweb
- Gina Philips jako Anna
- Alex Hassell jako Nick
- Kellie Shirley jako Joolz
- Andrew Knott jako Steve
- Jack Bailey jako	Clive
- John Lebar jako doktor
- Romla Walker jako profesor Joan Holland
- Tom Wontner jako Frank
- Gregg Harris jako Dave
- Gillian MacGregor jako Jo